# Thai League 1
Thai League 1 (tiếng Thái: ไทยลีก 1) là giải bóng đá chuyên nghiệp cấp cao nhất của Thái Lan. Giải đấu có sự tham gia của 16 câu lạc bộ và hoạt động theo hệ thống thăng hạng và xuống hạng với Thai League 2. Mùa giải thường diễn ra từ tháng 8 đến tháng 5 theo thể thức vòng tròn hai lượt sân nhà và sân khách, với các trận đấu thường được tổ chức vào thứ Bảy và Chủ Nhật. Giải đấu được tài trợ bởi Toyota Motor Thailand và hiện mang tên gọi chính thức là Hilux Revo Thai League.

## Lịch sử
Giải bóng đá vô địch Thái Lan được thành lập năm 1916 bởi Hiệp hội bóng đá Thái Lan. Từ năm 1916 đến 1963 giải mang tên là Yai Cup (tiếng Thái Lan: ถ้วยใหญ่). Mùa bóng 1964 Kor Royal Cup (tiếng Thái Lan: ถ้วยพระราชทาน ก.; ถ้วย ก.) bắt đầu trở thành tên gọi cho giải đấu này.
Đến năm 1996 Hiệp hội bóng đá Thái Lan (FAT) giới thiệu hình thức giải đấu mới mang tên Thailand Soccer League với 18 câu lạc bộ (trước đó thi đấu ở Kor Royal Cup) tham dự mùa bóng chuyển đổi. Ở mùa bóng 1996 các đội bóng thi đấu vòng tròn 2 lượt chọn ra 4 đội đầu bảng đá play-off tranh ngôi vô địch, 6 đội xếp dưới cùng sẽ xuống hạng thi đấu ở giải hạng nhất Thái Lan 1997 (Thai Division 1 League-1997).
Mùa bóng 1998 giải đấu bắt đầu sử dụng tên gọi Thai Premier League. Đến mùa bóng 2001-2001 giải đấu lại đổi tên thành Thai-League, tên gọi này kéo dài đến hết mùa bóng 2004-2005 trước khi đổi tên lại thành Thai Premier League. Từ mùa giải 2006 - 2015 giải bóng đá vô địch quốc gia Thái Lan ổn định với tên gọi Thai Premier League. Mùa bóng 2016 giải đấu lại mang tên Thai League.
Những mùa giải đầu tiên số đội tham dự Thai Premier League chỉ dao động từ 10 đến 12 câu lạc bộ, cho đến năm 2007 số câu lạc bộ tham gia là 16 câu lạc bộ sau khi sáp nhập hệ thống thi đấu Thai Premier League và Thai Division 1 League với hệ thống Professional League của liên đoàn bóng đá các tỉnh. Chonburi F.C. là đội bóng vô địch Thai Premier League trong mùa giải 2007.
Tên gọi cũ của giải bóng đá vô địch quốc gia Thái Lan là Kor Royal Cup được sử dụng cho siêu cup nước này từ năm 1996 tới nay sau khi Thai Premier League ra đời thay thế.

### Danh hiệu các mùa giải
| #  | Năm     | Vô Địch              | Á quân                     |
| -- | ------- | -------------------- | -------------------------- |
| 1  | 1996–97 | Bangkok Bank         | Stock Exchange of Thailand |
| 2  | 1997    | Royal Thai Air Force | Sinthana                   |
| 3  | 1998    | Sinthana             | Royal Thai Air Force       |
| 4  | 1999    | Royal Thai Air Force | Port Authority             |
| 5  | 2000    | BEC Tero Sasana      | Royal Thai Air Force       |
| 6  | 2001–02 | BEC Tero Sasana      | Osotsapa                   |
| 7  | 2002–03 | Krung Thai Bank      | BEC Tero Sasana            |
| 8  | 2003–04 | Krung Thai Bank      | BEC Tero Sasana            |
| 9  | 2004–05 | Tobacco Monopoly     | PEA                        |
| 10 | 2006    | Bangkok University   | Osotsapa                   |
| 11 | 2007    | Chonburi             | Krung Thai Bank            |
| 12 | 2008    | PEA                  | Chonburi                   |
| 13 | 2009    | Muangthong United    | Chonburi                   |
| 14 | 2010    | Muangthong United    | Buriram PEA                |
| 15 | 2011    | Buriram PEA          | Chonburi                   |
| 16 | 2012    | Muangthong United    | Chonburi                   |
| 17 | 2013    | Buriram United       | Muangthong United          |
| 18 | 2014    | Buriram United       | Chonburi                   |
| 19 | 2015    | Buriram United       | Muangthong United          |
| 20 | 2016    | Muangthong United    | Bangkok United             |
| 21 | 2017    | Buriram United       | Muangthong United          |
| 22 | 2018    | Buriram United       | Bangkok United             |
| 23 | 2019    | Chiangrai United     | Buriram United             |
| 24 | 2020–21 | BG Pathum United     | Buriram United             |
| 25 | 2021–22 | Buiram United        | BG Pathum United           |
| 26 | 2022–23 | Buiram United        | Bangkok United             |
| 27 | 2023–24 | Buiram United        | Bangkok United             |
| 28 | 2024–25 | Buiram United        | Bangkok United             |
| 29 | 2025–26 |                      |                            |

### Thành tích của các câu lạc bộ
| Câu lạc bộ                 | Vô Địch | Á quân | Mùa giải vô địch                                                       | Mùa giải á quân                       |
| -------------------------- | ------- | ------ | ---------------------------------------------------------------------- | ------------------------------------- |
| Buriram United             | 11      | 3      | 2011, 2013, 2014, 2015, 2017, 2018, 2021–22, 2022–23, 2023–24, 2024–25 | 2010, 2019, 2020–21                   |
| Muangthong United          | 4       | 3      | 2009, 2010, 2012, 2016                                                 | 2013, 2015, 2017                      |
| BEC Tero Sasana            | 2       | 2      | 2000, 2001–02                                                          | 2002–03, 2003–04                      |
| Air Force AVIA             | 2       | 2      | 1997, 1999                                                             | 1998, 2000                            |
| Krung Thai Bank            | 2       | 1      | 2002–03, 2003–04                                                       | 2007                                  |
| Bangkok United             | 1       | 5      | 2006                                                                   | 2016, 2018, 2022–23, 2023–24, 2024–25 |
| Chonburi                   | 1       | 5      | 2007                                                                   | 2008, 2009, 2011, 2012, 2014          |
| BBCU                       | 1       | 1      | 1998                                                                   | 1997                                  |
| Bangkok Bank               | 1       | 0      | 1996–97                                                                |                                       |
| TTM Lopburi                | 1       | 0      | 2004–05                                                                |                                       |
| PEA                        | 1       | 1      | 2008                                                                   | 2004-05                               |
| Chiangrai United           | 1       | 0      | 2019                                                                   |                                       |
| BG Pathum United           | 1       | 1      | 2020–21                                                                | 2021-22                               |
| Osotspa Saraburi           | 0       | 2      |                                                                        | 2001–02, 2006                         |
| Stock Exchange of Thailand | 0       | 1      |                                                                        | 1996–97                               |
| Port                       | 0       | 1      |                                                                        | 1999                                  |

## Thể thức

### Thi đấu và xếp hạng
Giải gồm 18 đội bóng sẽ thi đấu vòng tròn hai lượt sân nhà - sân khách với tổng số 34 vòng đấu. Mỗi đội nhận được ba điểm cho một trận thắng và một điểm cho một trận hòa. Các chỉ số xếp hạng lần lượt là: tổng điểm, thành tích đối đầu trực tiếp, hiệu số bàn thắng - thua, tổng số bàn thắng ghi được. Nếu qua các chỉ số xếp hạng trên vẫn chưa phân loại được vị trí ở thời điểm kết thúc mùa giải thì sẽ áp dụng việc tổ chức trận đấu play-off để phân định đối với các vị trí đầu bảng dành huy chương hoặc các vị trí cuối bảng phải xuống hạng, trận đấu play-off sẽ được tổ chức ở sân trung lập. Vào cuối mỗi mùa giải, câu lạc bộ xếp đầu bảng sẽ giành chức vô địch. Ba đội được ở vị trí thấp nhất phải xuống thi đấu ở hạng Thai Division 1 League sang năm, nhường xuất cho ba đội bóng hàng đầu Thai Division 1 League mới được thăng hạng.

### Các giải đấu châu Á
Trước đấy đội vô địch Thai Premier League sẽ dành vé tham dự ở AFC Champions League và đội vô địch của Thai FA Cup sẽ tham dự trận play-off của AFC Cup. Do luật mới của AFC tăng số lượng các đội tham dự AFC Champions League nên từ năm 2012 ngoài đội vô địch Thai Premier League tham dự vòng bảng còn có một xuất đá vòng play-off cho đội vô địch Thai FA Cup. Từ mùa giải AFC Champions League 2014 trở đi ngoài vé trực tiếp tham gia vòng bảng thì Thai Premier League được bổ sung thêm một vé tham dự vòng sơ loại thứ 2 cùng với đội đương kim vô địch Thai FA Cup.

## Các cầu thủ nước ngoài
Cầu thủ nước ngoài nổi tiếng và cầu thủ thi đấu quốc tế
| Châu Phi - Khaled Kharroubi - Frank Ohandza - Matthew Mbuta - Florent Obama - Yves Ekwalla Herman - Ludovick Takam - Jean-Baptiste Akassou - Christian Kouakou - Kafoumba Coulibaly - Fodé Bangaly Diakité - Dango Siaka - Anthony Moura - Mohamed Koné - Yaya Soumahoro - Mohamed Zaky - Frank Acheampong - Gilbert Koomson - Sylla Moussa - Guy Hubert - Bakary Diakité - Lazarus Kaimbi - Tangeni Shipahu - Thomas Dossevi | Châu Âu - Roland Linz - Billy Mehmet - Bas Savage - Robbie Fowler - Toni Kallio - Romain Gasmi - Goran Jerković - Giorgi Tsimakuridze - Björn Lindemann - Mathias Christen - Mario Gjurovski - Bojan Božović - Marko Ćetković - Đorđije Ćetković - Adnan Barakat - Rod Dyachenko - Mark Burchill - Steven Robb - Miloš Bogunović - Nikola Komazec - Rodoljub Paunović - Marián Juhás - Miroslav Tóth - Osmar Barba - Carmelo González - Arzu - Juan Quero - Olof Watson - Oumar Kondé - Michael Byrne | CONCACAF - José Mena - Christian Castillo - Kendall Jagdeosingh - Seon Power Nam Mỹ - Edivaldo Hermoza - Cleiton - Daniel Côrtes - Jerri Ariel Farias Hahn - Leandro Assumpção - Ney Fabiano - Paulo Rangel - Thiago Cunha - Lucas Gaúcho - Ramsés Bustos | Châu Á - Adrian Caceres - Kyle Nix - Danny Invincibile - Ante Rožić - Emerson Cesario - Irfan Bachdim - Ryutaro Karube - Kai Hirano - Shinnosuke Honda - Kazuto Kushida - Hiromichi Katano - Takahiro Kawamura - Kazuki Murakami - Hironori Saruta - Nobuyuki Zaizen - Khampheng Sayavutthi - Kanlaya Sysomvang - Lamnao Singto - Soukaphone Vongchiengkham - Pak Nam-Chol - Ri Kwang-Chon - Zesh Rehman - Javier Patiño - John Wilkinson - Kim Yoo-Jin - Jeon Kwang-Jin - Jung Myung-Oh - Lee Jun-Ki - Park Jae-Hong - Han Jae-Woong - Anvar Rajabov - Asqar Jadigerov - Đặng Văn Lâm |

## Tài trợ
Thai Premier League đã được tài trợ từ năm 1996 đến năm 2003 và từ năm 2010 đến nay. Danh sách các nhà tài trợ của Thai Premier League:
- 1996–1997: Johnnie Walker (Johnnie Walker Thailand Soccer League)
- 1998–2000: Caltex (Caltex Premier League)
- 2001–2003: Advanced Info Service (GSM Thai League)
- 2003–2005: không có (Thai League)
- 2006–2008: không có (Thailand Premier League)
- 2009: không có (Thai Premier League)
- 2010–2012: Sponsor Energy Drink (Sponsor Thai Premier League)
- 2013–nay: Toyota (Toyota Thai Premier League từ 2013–2015, Toyota Thai League từ 2016–2020/21, Hilux Revo Thai League từ 2021/22–nay)

## Tiền thưởng
Tính đến mùa giải 2021–22
- Vô địch: 10,000,000 Baht
- Á quân: 3,000,000
- Hạng 3: 1,500,000
- Hạng 4: 800,000
- Hạng 5: 700,000
- Hạng 6: 600,000
- Hạng 7: 500,000
- Hạng 8 : 400,000